# فرناندو فرنانديز (مغني)
فرناندو فرنانديز (بالألمانية: Terremoto de Jerez) (و. 1934 – 1981 م) هو مغني، وملحن إسباني، ولد في قادس، توفي في قادس، عن عمر يناهز 47 عاماً، بسبب نزف مخي.